# Jaroslav Vedral
Jaroslav Vedral (w latach 1940–1944 używał pseudonimu Sázavský) (17 listopada 1895 w Mělníku (gm. Úžice), zm. 6 października 1944 na przełęczy Dukielskiej) – czechosłowacki wojskowy, generał brygady – awansowany pośmiertnie do stopnia generała dywizji, jedyny czechosłowacki generał, który poległ na polu walki.

## Życiorys
Urodził się jako najstarszy syn w rodzinie chłopskiej Karela Vedrala i jego żony Kateřiny zd. Krutské. W latach 1907–1911 był uczniem niższego realnego gimnazjum w Kolíně, a od 1911 roku średniej szkoły rolniczej w Chrudimiu, którą ukończył 20 lipca 1914 roku zdając maturę.
W dniu 11 lutego 1915 roku został powołany do wojska w Rejonowym Dowództwie Uzupełnień w Mlade Boleslav, a 15 marca 1915 roku został skierowany do 36 pułku piechoty, gdzie przeszedł przeszkolenie podstawowe i w okresie od 1 maja do 30 czerwca 1915 roku odbył przeszkolenie dla oficerów rezerwy, 1 lipca 1915 roku wraz z pułkiem udał się na front rosyjski, będąc dowódcą drużyny. 26 lipca 1915 roku został przeniesiony do 66 pułku piechoty. W dniu 3 września 1915 roku w czasie walk nad Dniestrem dostał się do niewoli rosyjskiej.
Przebywał w kilku obozach jenieckich do 23 czerwca 1916 roku, lecz w ostatnim z nich, Złota Orda w Taszkiencie, w dniu 16 marca 1916 roku zapisał się do Legionu Czechosłowackiego w Rosji. W dniu 24 czerwca 1916 roku został żołnierzem kompanii rezerwowej 1 czechosłowackiego pułku strzelców w Kijowie. W dniu 30 sierpnia 1916 roku został przeniesiony do 2 pułku strzelców, którego był członkiem do czasu powrotu do Czechosłowacji. W tym czasie od 1 października 1916 do 10 kwietnia 1917 roku był oficerem wywiadu w rosyjskiej 83 Dywizji Piechoty, która brała udział w walkach rejonie Pińska. Po powrocie do pułku skierowany został na kurs oficerski przy sztabie 1 Czechosłowackiej Brygady Strzeleckiej, a po jego ukończeniu 2 lipca 1917 roku został zastępcą dowódcy plutonu i wziął udział w bitwie pod Zborowem. Potem ukończył kurs dowódców karabinów maszynowych i po powrocie do pułku był początkowo dowódcą plutonu, a następnie kompanii karabinów maszynowych. Brał udział w walkach z wojskami niemieckimi na Ukrainie, a następnie w walkach z oddziałami Armii Czerwonej w czasie odwrotu Korpusu Czechosłowackiego na Syberię. 12 marca 1920 roku wraz z pułkiem odpłynął z Władywostoku i powrócił do Czechosłowacji 22 kwietnia 1920 roku.
Po powrocie do Czechosłowacji pełnił funkcję dowódcy kompanii w 2 pułku piechoty w Litoměřicach. 24 lipca 1920 roku został oficerem zawodowym w armii czechosłowackiej. Od 1 listopada 1922 roku do sierpnia 1924 roku był słuchaczem Wyższej Szkoły Wojennej w Pradze i po jej ukończeniu 6 września 1924 roku otrzymał tytuł oficera dyplomowanego. Od 1 października 1924 roku był oficerem w dowództwie 3 Dywizji Piechoty, gdzie był kolejno szefem 2 i 3 Wydziału jej sztabu. Funkcję tę pełnił do lutego 1928 roku. W tym czasie ukończył kurs telefoniczny w Kutnej Horze (1925), gazowy w Ołomuńcu (1927) i kurs narciarski w Karkonoszach (1928). W dniu 29 lutego 1928 roku został szefem sztabu 2 Brygady Górskiej w  Spišskiej Novej Vesi. Następnie w okresie od 4 października 1932 do 15 września 1933 był dowódcą 10 batalionu górskiego w Sabinovie.
1 października 1933 roku został wykładowcą taktyki ogólnej w Wyższej Szkole Wojennej w Pradze. Następnie od 20 sierpnia 1934 roku do rozwiązania armii czechosłowackiej latem 1939 roku był szefem wydziału szkolenia w 5 Departamencie Ministerstwa Obrony Narodowej. W tym okresie od 1 lipca do 31 września 1935 roku ukończył kurs obserwatorów lotniczych i 1 sierpnia 1937 r. otrzymał uprawnienia wojskowego obserwatora lotniczego. W okresie mobilizacji armii czechosłowackiej pełnił od 24 września do 18 listopada 1938 roku funkcję szefa sztabu VIII Korpusu w Uherskim Hradiste.
Po zajęciu Czechosłowacji przez Niemców aktywnie zaangażował się w działania ruchu oporu, działając w Obronie Narodu. Jego zadaniem było organizowanie przerzutów czechosłowackich lotników do Francji, później także był organizatorem łączności radiowej z władzami emigracyjnymi. Następnie był szefem wydziału wywiadu i szefem sztabu centralnego kierownictwa Obrony Narodu. Zagrożony aresztowaniem 1 stycznia 1940 roku opuścił Czechosłowację i udał się do Francji.

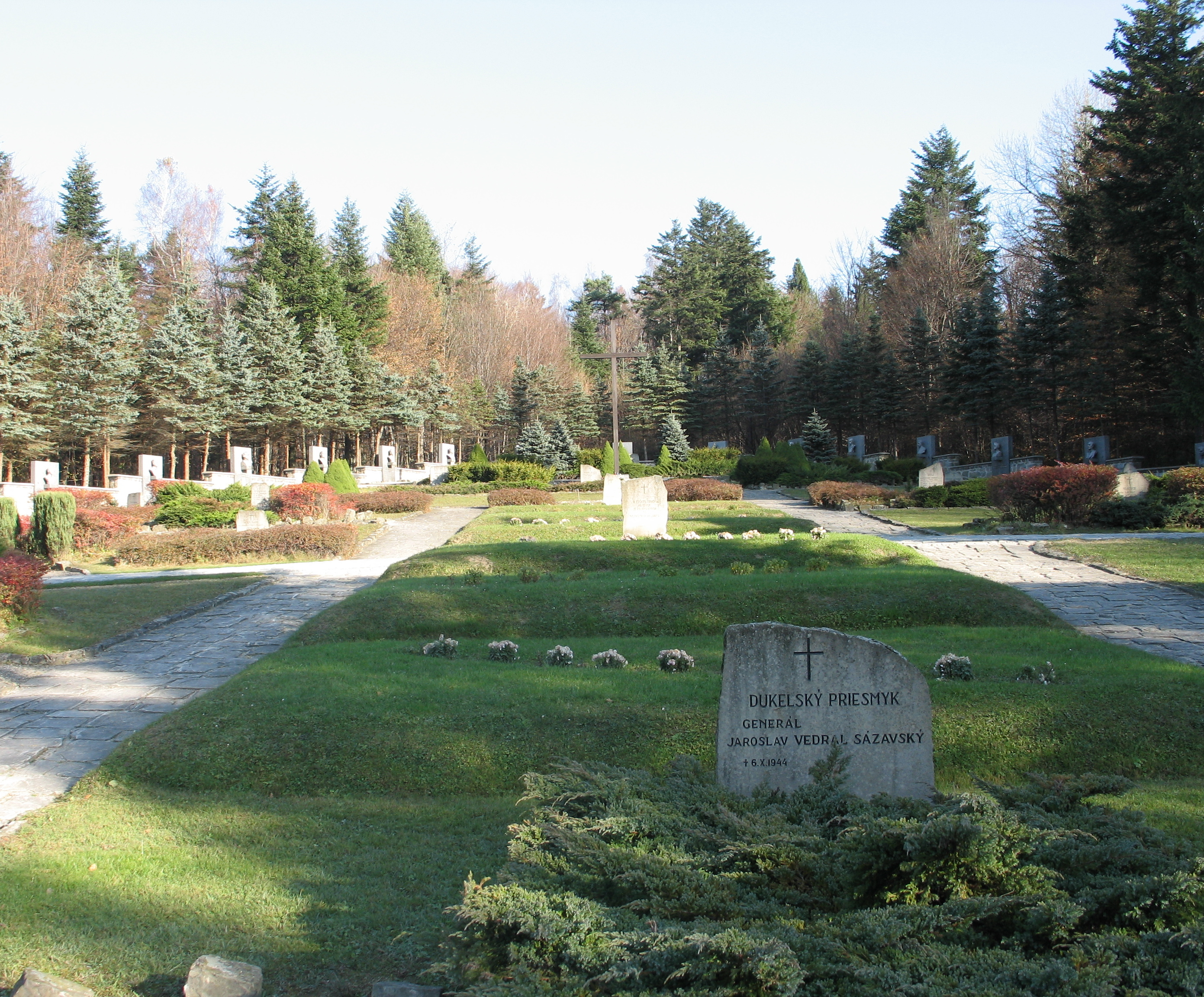
Grób gen. Vedrala na cmentarzu wojennym na przełęczy Dukielskiej

Po przybyciu do Paryża wstąpił do armii czechosłowackiej we Francji, a 9 lutego 1940 roku został mianowany szefem II Wydziału sztabu armii czechosłowackiej na  emigracji. We Francji używał pseudonimu Sázavský.
Po klęsce Francji wyjechał do Wielkiej Brytanii, gdzie w okresie od 1 października 1941 do 30 stycznia 1943 roku był attaché wojskowym przy emigracyjnym rządzie Norwegii. 1 lutego 1943 roku został szefem 3 Departamentu sztabu czechosłowackich sił zbrojnych za granicą. Funkcję tę sprawował do sierpnia 1944 roku, kiedy na własną prośbę udał się do Związku Radzieckiego. W Wielkiej Brytanii odbył szkolenie spadochronowe, lecz nie został wysłany do kraju z uwagi na wiek.
Po przybyciu do I Czechosłowackiego Korpusu Armijnego w ZSRR, został mianowany 21 września 1944 roku dowódcą 1 Czechosłowackiej Samodzielnej Brygady i dowodził tą brygadą w czasie operacji dukielskiej. W dniu 6 października 1944 roku, gdy przełamano pozycje niemieckie na przełęczy Dukielskiej, samochód którym jechał, już na terytorium Czechosłowacji wjechał na minę. W wyniku tego poniósł śmierć. Był to jedyny czechosłowacki generał, który zginął na polu walki w czasie II wojny światowej.
Pochowany został na cmentarzu wojskowym na przełęczy Dukielskiej, wśród czechosłowackich żołnierzy poległych w czasie operacji dukielskiej.  W dniu 25 października 1946 roku pośmiertnie został mianowany generałem dywizji.

## Awanse
- porucznik (poručík) (01.10.1918)
- kapitan (kapitan) (06.01.1919)
- kapitan sztabowy  (štàbní kapitan) (30.12.1922, od 06.09.1924 – dyplomowany)[2]
- major dypl. (major gšt..) (14.12.1927)[3]
- podpułkownik dypl. (podplukovník gšt.) (26.03.1931)[4]
- pułkownik (plukovník gšt.) (01.01.1937)[5]
- generał brygady (brigádní generál) (03.09.1944)
- generał dywizji (divisní generál) (pośmiertnie – 25.10.1946 ze starszeństwem od 01.05.1945)[6]

## Odznaczenia
- Order Sokoła z mieczami
- Order Milana Rastislava Štefánika (pośmiertnie – 1991)
- Krzyż Wojenny Czechosłowacki (1914–1918)
- Krzyż Wojenny Czechosłowacki 1939 (pośmiertnie)
- Czechosłowacki Medal Rewolucyjny
- Medal Zwycięstwa
- Czechosłowacki Wojskowy Medal Pamiątkowy z okuciami F-VB-SSSR
- Medal Za zasługi kl. I
- Order Świętego Jerzego kl. III (Rosja) (04.10.1917)
- Order Świętego Jerzego kl. IV (Rosja)
- Krzyż Zasługi Wojennej (Włochy)